# Канадская тайга

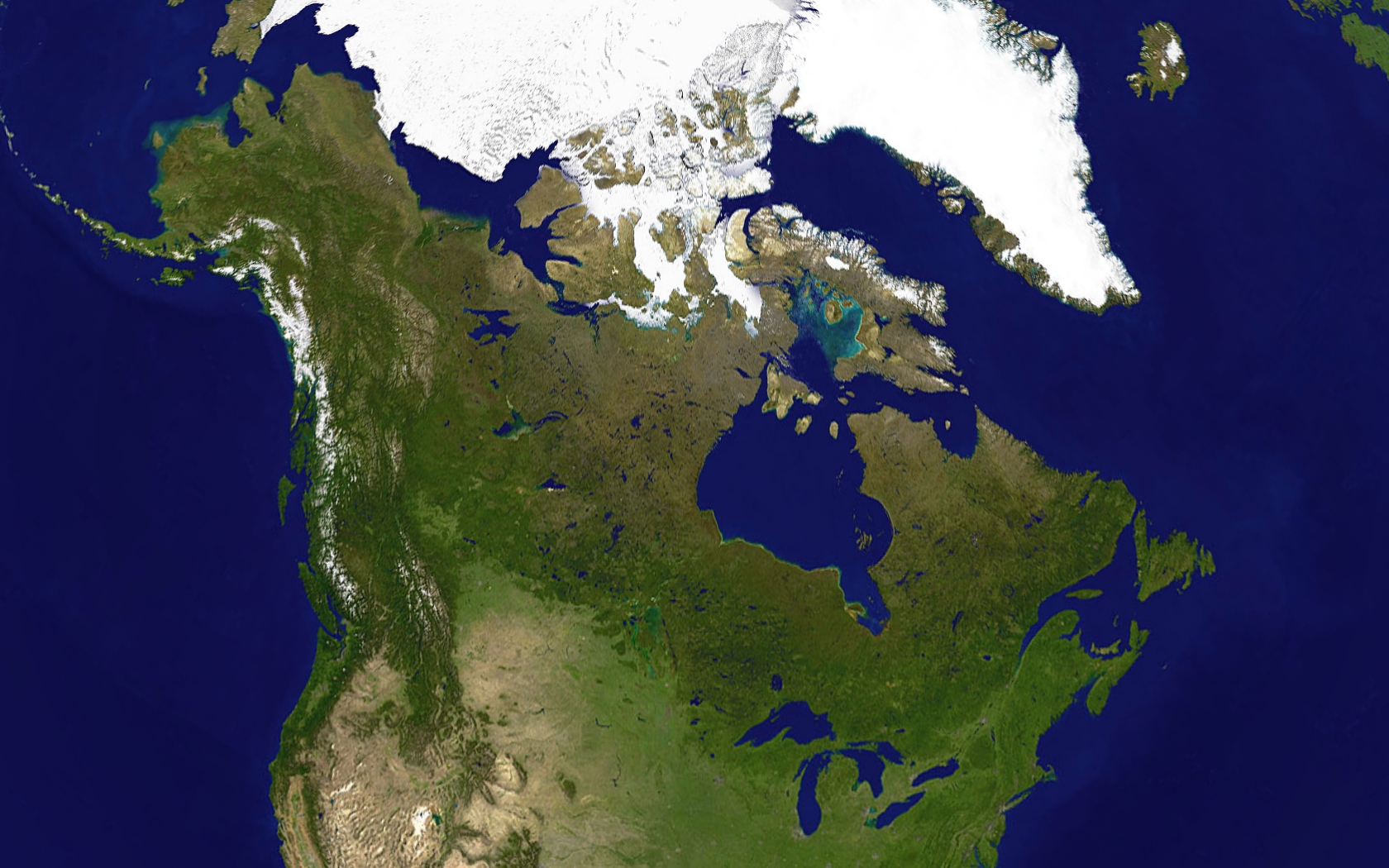
Спутниковое комбинированное изображение Канады. Бореальные леса, видимые как тёмно-зелёные оттенки, преобладают на большей части страны, включая Арктику, восточные склоны северного Берегового хребта и горы Святого Ильи.

Тайга́ Канады составляет одну треть приполярных бореальных лесов северного полушария и находится большей частью севернее 50-й параллели. Значительная часть бореальных лесов произрастает в России, также зона тайги есть в скандинавских и странах Северной Европы (Швеции, Финляндии и Норвегии). Бореальная область в Канаде занимает почти 60 % площади страны. Канадская бореальная область простирается от самой восточной части провинции Ньюфаундленд и Лабрадор до границы между северными Юконом и Аляской. Бореальная область часто описывается как совокупность восьми канадских бореальных экозон, каждая из которых богата исконно присущей ей флорой и фауной.
Канадская бореальная область представляет собой полосу земли более 1000 км шириной, отделяющую тундру на севере от умеренных смешанных лесов и лиственных лесов, преобладающих в самых южных и западных частях Канады. В зоне тайги проживает около 14 % населения Канады. Благодаря своей исключительной обширности и нетронутости, тайга вносит весомый вклад в сельское и коренное хозяйство Канады — в основном, посредством добывающей промышленности, отдыха, охоты, рыбной ловли и экотуризма. В сотнях городов в тайге не менее 20 % экономической деятельности связано с лесом: это лесная промышленность, горная промышленность, добыча нефти и газа и туризм.